# 郭範基
郭範基（곽범기，1939年11月20日—），北韓政治家，任職朝鮮勞動黨中央政治局候補委員、朝鮮勞動黨中央書記局書記及最高人民會議預算委員會委員長。據報導，他是北韓經濟的指揮人物，也是金正恩的親信。

## 生平
郭範基出生於咸鏡南道東部的利原郡，後於熙川工業大學畢業。1983年，他被任命為熙川某機械工廠的經理。1991年，成為機器工業部第一副部長。兩年後晉升為副部長。同年，又入選黨中央委員會的候補委員名單。1994年7月，最高領導人金日成離世，郭範基被繼承人金正日列為治喪委員會的委員。
1998年，郭範基先後出任內閣副總理和最高人民會議代議員。2003年2月，獲委任為金日成金正日畫像聯盟委員長。之後，又出任國家學位授予委員會委員長，並連任為副總理和最高人民會議代議員。2009年，他第三度成為代議員，且留任為副總理。翌年，他離任國家學位授予委員會委員長一職，但同時，又被委任為咸鏡南道的黨委員會責任書記，並升為黨中央委員會的委員。
2011年12月，金正日去世，郭範基被繼任人金正恩納為治喪委員會的委員。次年4月，他一舉出任中央政治局的候補委員、書記局書記和最高人民會議的預算委員會委員長。11月，還成為國家體育指導委員會的委員長。2014年3月，他第五次當選為最高人民會議的代議員。

## 資料來源
1. ↑  "'독배' 드는 자리인 北경제사령탑에 곽범기" （页面存档备份，存于） 《朝鮮日報》 2012 4 13
2. ↑  .   [2014-04-02]. （原始内容存档于2014-04-07）.
3. 1 2 3 4 5 6  .   [2014-04-02]. （原始内容存档于2014-04-07）.
4. ↑  "북한 함경남도 당 책임비서에 곽범기 임명" （页面存档备份，存于） Asian Economics 2010 6 30